# ISO 3166-2:MZ
ISO 3166-2:MZ é a entrada para Moçambique no ISO 3166-2, parte do padrão ISO 3166 publicado pela Organização Internacional para  Padronização (ISO), que define códigos para os nomes das principais subdivisões (ex., províncias ou estados) de todos  países codificados no ISO 3166-1.
Atualmente para Moçambique, códigos ISO 3166-2 são definidos para 1 cidade e 10 províncias. A cidade de Maputo é a capital do país e tem um estatuto especial de igualdade com  as províncias.
Cada código é composto por duas partes, separadas por um hífen. A primeira parte é MZ, o código ISO 3166-1 alfa-2 de Moçambique. A segunda parte é uma das seguintes opções:
- uma letra: províncias
- três letras: cidade

## Códigos atuais
Os nomes de subdivisões estão listados como no padrão ISO 3166-2, publicado pela Agência de Manutenção (ISO 3166/MA).
Clique no botão no cabeçalho para ordenar cada coluna.
| Código | Nome da subdivisão | Categoria da subdivisão |
| ------ | ------------------ | ----------------------- |
| MZ-MPM | Maputo             | cidade                  |
| MZ-P   | Cabo Delgado       | província               |
| MZ-G   | Gaza               | província               |
| MZ-I   | Inhambane          | província               |
| MZ-B   | Manica             | província               |
| MZ-L   | Maputo             | província               |
| MZ-N   | Nampula            | província               |
| MZ-A   | Niassa             | província               |
| MZ-S   | Sofala             | província               |
| MZ-T   | Tete               | província               |
| MZ-Q   | Zambézia           | província               |